# Uparciuchy
Uparciuchy – osobniki dwuletnich roślin korzeniowych, które w drugim roku uprawy nie wydają pędów kwiatowych. Trafiają się dość często w uprawach nasiennych buraków. Korzenie uparciuchów są normalnie wykształcone, jak w pierwszym roku uprawy. Duża liczba uparciuchów obniża plon nasion.
Występowanie uparciuchów uwarunkowane jest genetycznie, spowodowane jest też zbyt wysoką temperaturą przechowywania korzeni buraków w kopcu podczas zimy, przez co nie przechodzą one etapu jarowizacji.